# Christoph Bulwin
Christoph Bulwin (* 19. Mai 1971; † 9. Mai 2012) war ein deutscher Informatiker, der 2011 Opfer eines bisher nicht aufgeklärten Giftanschlags mit Dimethylquecksilber wurde und 2012 an den Folgen starb.

## Hintergrund
Bulwin war verheiratet und Vater zweier Kinder. Er lebte mit seiner Familie im Landkreis Celle und arbeitete als Software-Ingenieur und Datenbankadministrator bei der Gewerkschaft IG Bergbau, Chemie, Energie in Hannover. 

## Mordanschlag
Am 15. Juli 2011 gegen 16 Uhr wurde Bulwin kurz nach Verlassen seines Büros im Hannoveraner Stadtteil Calenberger Neustadt auf der Straße von einem unbekannten Mann mit einer Spritze, die an der Spitze eines Regenschirmes befestigt war, im Vorbeigehen ins Gesäß gestochen. Bulwin nahm die Verfolgung auf, versuchte den Täter zur Rede zu stellen und konnte die Spritze vom Regenschirm an sich nehmen, woraufhin der Täter die Flucht ergriff. 
Bulwin verspürte zunächst keine Beschwerden, rief aber den Krankenwagen und ließ sich im Krankenhaus untersuchen. Zunächst war unklar, was sich in der Spritze befunden hatte. Aus Angst vor einer HIV-Infektion nahm Bulwin prophylaktisch ein PEP-Medikament ein, setzte es jedoch aufgrund der Nebenwirkungen bald wieder ab.
Nach einigen Tagen verschlechterte sich Bulwins Zustand. Seine Symptome umfassten Kopfschmerzen und Hautausschlag, später schälte sich seine Haut ab. Schließlich war Bulwin nicht mehr in der Lage, zu sprechen oder sich zu bewegen und fiel in ein Wachkoma. Der Laborbefund, dass er unter einer Dimethylquecksilber-Vergiftung litt, kam zu spät für eine effektive Therapie. Am 9. Mai 2012 erlitt Bulwin einen epileptischen Anfall, der tödlich verlief. Zuletzt hatte sich sein Zustand leicht verbessert und er hatte sich in einer Reha-Einrichtung befunden.

## Ermittlungen
Die Polizei befragte zunächst das persönliche und berufliche Umfeld des Opfers und untersuchte dessen Computer. Zeugenaussagen legten nahe, dass der Täter bereits Wochen vor der Tat die Straße, an der Bulwins Arbeitsplatz lag, beobachtete. In einem Fall habe sich der Mann über einen Hund beschwert, mit dem eine Zeugin spazieren ging. 

Das Opfer sowie die Zeugen beschreiben den mutmaßlichen Täter wie folgt:
„Der gesuchte Mann ist 40 bis 50 Jahre alt, 1,75 bis 1,85 Meter groß, schlank mit sehr hageren Gesichtszügen und prägnanten Wangenknochen. Er hatte dunkelblonde bis hellbraune Haare, eher schmale Lippen, im Gesicht eine trockene, pockennarbige Haut (wie nach einer überstandenen Akne) und sprach Deutsch ohne Akzent. Am Tattag trug er auf der rechten Wange ein braunes Pflaster sowie hellblaue Jeans, eine schwarze, glänzende Jacke (vermutlich aus Leder) mit Reißverschluss und Bündchen an den Armen und der Taille sowie eine Sonnenbrille und eine dunkle Basecap mit hellem Schriftzug.“
Aufgrund mangelnden Erfolgs stellte die Polizei die Ermittlungen etwa zwei Jahre nach der Tat ein. Eine Serie von Vergiftungen bei einer Firma in Schloß Holte-Stukenbrock, bei der ein Mitarbeiter einigen seiner Kollegen unter anderem Dimethylquecksilber verabreicht hatte, löste im Jahr 2018 neue Ermittlungen aus, die jedoch keine Übereinstimmung mit der genetischen Spur aus der Tat von Hannover finden konnten. Am 24. August 2022 stellte die Kriminalpolizei Hannover den Fall in der Fernsehsendung Aktenzeichen XY … ungelöst vor und bat die Öffentlichkeit um Hinweise. Unter den 300 erhaltenen Hinweisen, die dank der Sendung zusammenkamen, befand sich kein entscheidender. Im Jahr 2023 wurden an der Spritze aus dem Giftanschlag Spuren von mindestens zwei weiteren männlichen Personen gefunden.
Aufgrund des unklaren Motivs zieht die Polizei einen Zusammenhang mit Bulwins Arbeitgeber oder eine Verwechslung in Betracht.

## Darstellung inForensic Science, Medicine and Pathology
Ein Artikel in der Zeitschrift „Forensic Science, Medicine and Pathology“ stellt die Mord-Hypothese in Frage und diskutiert die Möglichkeit eines Suizids. Laut der Darstellung im Artikel fand die Polizei „verschiedene Quecksilber-Verbindungen und eine unbenutzte Spritze mit einer Quecksilber-Zubereitung“ in Bulwins Auto und stellte daher die Ermittlungen ein, da sie vermutete, Bulwin habe sich die Spritze selbst verabreicht. Zudem habe sie erst durch die Diagnose einer Quecksilber-Vergiftung von dem Fall erfahren, also Wochen nach der Attacke.
Diese Darstellung widerspricht der sonstigen Berichterstattung zum Fall einschließlich der von der unter Mitarbeit der Kriminalpolizei Hannover erstellten Darstellung in Aktenzeichen XY ... ungelöst. Auch veröffentlichte die Polizei nachweisbarerweise bereits zwei Tage nach der Attacke einen Zeugenaufruf.